# Joeroekovo
Joeroekovo (Bulgaars: Юруково) is een dorp in Bulgarije. Zij is gelegen in de gemeente Jakoroeda, oblast Blagoëvgrad. Het dorp ligt 43 km ten oosten van Blagoëvgrad en 83 km ten zuiden van Sofia.

## Bevolking
Het dorp scheidde zich in 1954 af van het dorp Babjak in de gemeente Belitsa. In de volkstelling van 1956 werd het dorp voor het eerst geregistreerd en telde toen 532 inwoners. Dit aantal steeg tot een hoogtepunt van 1.187 personen in 2011. Op 31 december 2019 telde het dorp 1.132 inwoners.
De bevolking bestaat uit Bulgaarssprekende moslims, ook wel Pomaken genoemd. Van de 1.187 inwoners reageerden er slechts 722 de optionele volkstelling van 2011. Daarvan identificeerden 496 personen zich als Bulgaarse Turken (68,7%) en 220 personen als etnische Bulgaren (30,5%).
Van de 968 inwoners die in februari 2011 werden geregistreerd, waren er 221 jonger dan 15 jaar oud (19%), zo'n 844 inwoners waren tussen de 15-64 jaar oud (71%), terwijl er 122 inwoners van 65 jaar of ouder werden geteld (10%).